# Herina rufipes
Herina rufipes är en tvåvingeart som först beskrevs av Robineau-desvoidy 1830.  Herina rufipes ingår i släktet Herina och familjen fläckflugor. Inga underarter finns listade i Catalogue of Life.